# Shōgo Yoshikawa
Shōgo Yoshikawa (japanisch 吉川 翔梧 Yoshikawa Shōgo; * 8. April 1995 in Kamagaya) ist ein ehemaliger japanischer Fußballspieler.

## Karriere
Yoshikawa erlernte das Fußballspielen in der Schulmannschaft der Obihiro Kita High School. Seinen ersten Vertrag unterschrieb er 2014 bei Zweigen Kanazawa. Der Verein spielte in der dritthöchsten Liga des Landes, der J3 League. 2014 wurde er mit dem Verein Meister der J3 League und stieg in die J2 League auf. Für den Verein absolvierte er drei Ligaspiele. 2016 wechselte er zu Vanraure Hachinohe. Für den Verein absolvierte er 47 Ligaspiele. Ende 2018 beendete er seine Karriere als Fußballspieler.